# Sinularia recurvata
Sinularia recurvata är en korallart som beskrevs av Verseveldt och Benayahu 1983. Sinularia recurvata ingår i släktet Sinularia och familjen läderkoraller. Inga underarter finns listade i Catalogue of Life.